# ناحیه نادی‌کاتا
ناحیهٔ نادی‌کاتا (به مجاری: Nagykátai járás) یک ناحیه در مجارستان است که در پِشت واقع شده‌است. ناحیهٔ نادی‌کاتا ۷۱۰٫۱۲ کیلومتر مربع مساحت و ۷۳٬۹۵۹ نفر جمعیت دارد.